# Sint-Christoffel (Elsendorp)
Sint-Christoffel, was een windkorenmolen in Elsendorp.

## Geschiedenis
In 1937 werd door molenaar Hub. van den Eertwegh een windkorenmolen gebouwd in het jonge peeldorp Elsendorp. De houten achtkant was afkomstig van een in hetzelfde jaar gesloopte Beek en Donkse molen. Het unieke was dat de molen op het dak van een nieuwgebouwd pakhuis werd geplaatst.
Lang heeft de molen niet bestaan. Tijdens een orkaanstorm op 14 november 1940, sloeg de molen op hol en brandde vervolgens geheel uit. Er vond geen herbouw plaats.